# Margherita Boniver
Margherita Boniver (Roma, 11 marzo 1938) è una politica italiana.

## Biografia
Nata in una famiglia di diplomatici, fino al 1962 ha vissuto all'estero, dividendosi tra Washington, Bucarest e Londra. È specialista in relazioni internazionali per formazione.

### Attività umanitaria
Nel 1973 ha fondato la sezione italiana di Amnesty International, tenendone anche la presidenza fino al 1980.
Nel 1993 è diventata presidente della Croce Rossa di Alessandria.
Nel 1995 il Segretario generale delle Nazioni Unite Boutros Boutros-Ghali la nomina suo consulente nel Comitato preparatorio del vertice mondiale sulla povertà e l'emarginazione di Copenaghen.

## Attività politica

### Parlamentare ed Eurodeputata

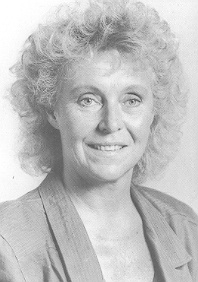
Margherita Boniver nel 1987

Alle elezioni politiche del 1979 viene candidata al Senato della Repubblica, ma non viene eletta. Ma nel 1980 entra per la prima volta al Parlamento come senatrice, tra le file del Partito Socialista Italiano, subentrando al posto del senatore Attilio Spozio, deceduto durante l'VIII legislatura Italiana.
Successivamente entra nella direzione nazionale del PSI, assumendo la responsabilità dell'Ufficio Esteri, e viene eletta deputato alle politiche del 1987. È stata eurodeputata dal 1987 fino al 1989.

### La stagione di Tangentopoli

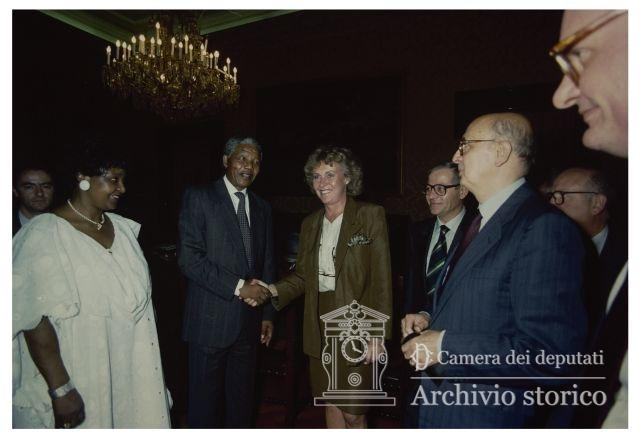
Visita di Nelson Mandela nel 1990

Nel 1991 diventa ministro per gli italiani all'estero e l'immigrazione nel governo Andreotti VII e un anno dopo, il 28 giugno 1992, diventa ministro del turismo e dello spettacolo nel governo Amato I, fino al 1993, anno in cui il ministero fu soppresso tramite referendum abrogativo. Alle politiche del 1992 venne rieletta senatrice per la seconda ed ultima volta.
Pur avendo criticato in seguito l'abolizione dell'autorizzazione a procedere come una capitolazione al "partito delle manette" di Tangentopoli, al momento del voto sulla legge in prima lettura votò a favore del nuovo articolo 68 della Costituzione, mentre soltanto al momento della sua approvazione definitiva nella "doppia conforme" si assentò.

### Dalla Federazione dei Socialisti all'ingresso in Forza Italia
Dopo l'inchiesta Mani Pulite e il successivo disfacimento del PSI, Boniver ha aderito alla Federazione dei Socialisti, formazione politica contraria ad un'alleanza con il Partito Democratico della Sinistra in vista delle elezioni politiche del 1994, e quindi aderì al Partito Socialista.

### Deputata in Forza Italia
Nel 1999 aderisce a Forza Italia, insieme ad alcuni colleghi di partito come Fabrizio Cicchitto, nel cui ambito è stata dirigente nazionale del Dipartimento Immigrazione ed Emergenze Umanitarie.
Dal 2001 al 2006 è stata inoltre Sottosegretario al Ministero degli esteri durante i governi Berlusconi II e III.
Nella primavera 2007 collabora col Ministro degli affari esteri di centrosinistra Massimo D'Alema alle trattative (con conclusione positiva) per la liberazione del missionario Padre Giancarlo Bossi, rapito a Mindanao nelle Filippine.
Nella XVI Legislatura è stata membro della Commissione Affari Esteri della Camera dei deputati, presidente del Comitato parlamentare di controllo sull'attuazione degli accordi di Schengen, di vigilanza sull'attività di Europol, di controllo e vigilanza in materia d'immigrazione.
Il 18 marzo 2009 è stata nominata dal Ministro degli affari esteri Franco Frattini Inviato Speciale per le emergenze umanitarie e le situazioni di vulnerabilità. Nell'ambito di tale incarico si è occupata nel 2012 delle trattative per il rilascio della cooperante italiana Rossella Urru, rapita nel campo profughi Saharawi di Hassi Raduni dal MUJAO.

### Deputata nel PdL
Il 29 marzo 2009 aderisce al Popolo della Libertà, il partito di centro-destra nel quale confluisce Forza Italia.
Collabora col quotidiano telematico L'Occidentale.
Nel giugno 2009 è intervenuta con un comizio ad una manifestazione organizzata da Radio Radicale ed il Riformista in solidarietà ai cittadini liberaldemocratici e riformisti iraniani che in quel periodo protestavano contro il governo di Ahmadinejad.
Nel novembre 2009 ha presentato una proposta di legge costituzionale per la reintroduzione dell'immunità parlamentare, a seguito della bocciatura del lodo Alfano da parte della Corte Costituzionale. Sull'argomento, Boniver ha dichiarato:

### La non rielezione
In occasione delle elezioni politiche in Italia del 2013 viene ricandidata alla Camera in ottava posizione nella Circoscrizione Piemonte 1, ma non risulta eletta in quanto il PdL ottiene solo 3 seggi.

## Fondazione Craxi
Il 27 marzo 2018 viene nominata presidente della Fondazione Bettino Craxi sostituendo la dimissionaria perché neoeletta senatrice Stefania Craxi.